# Natura Park

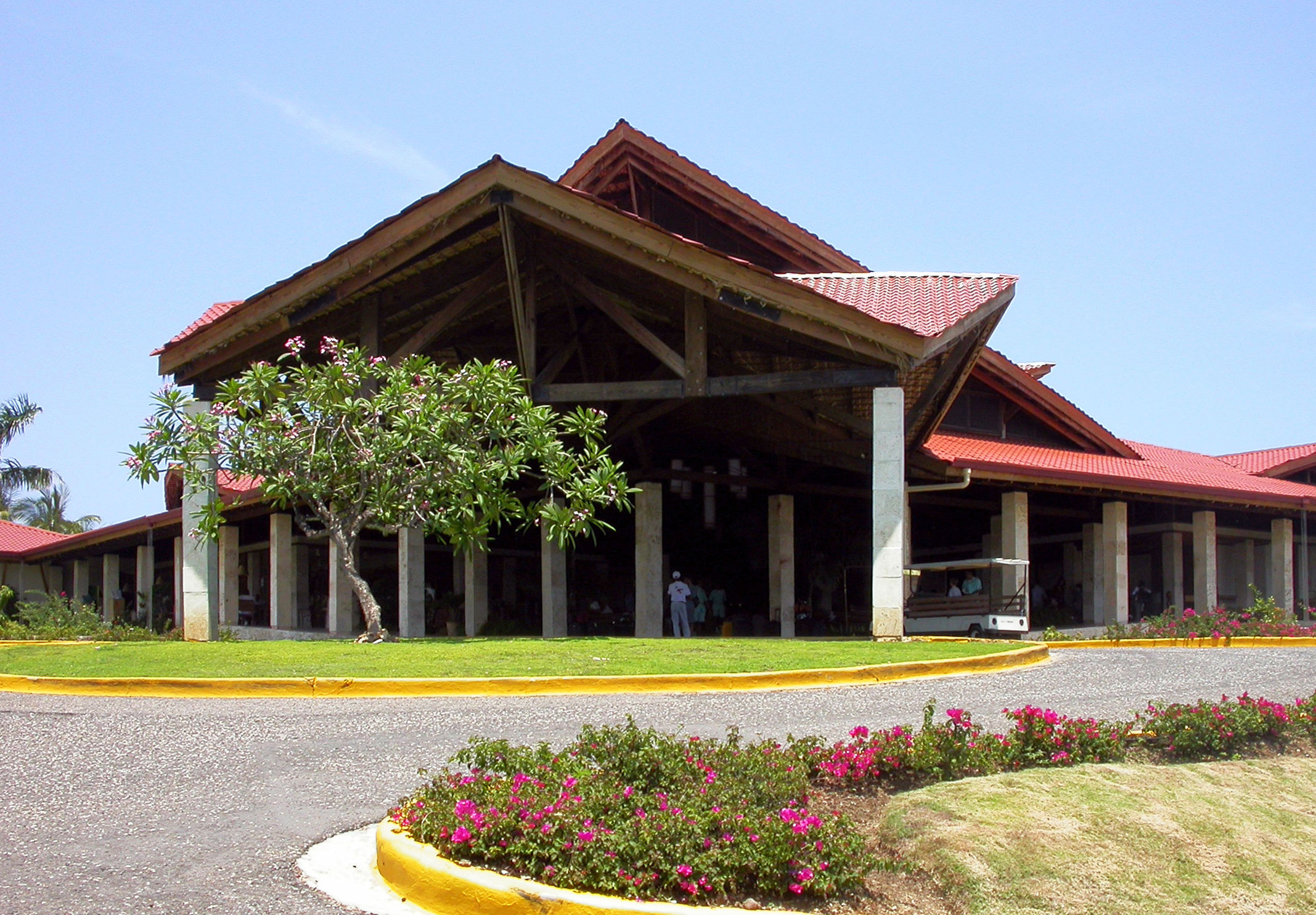
Entrada del hotel.

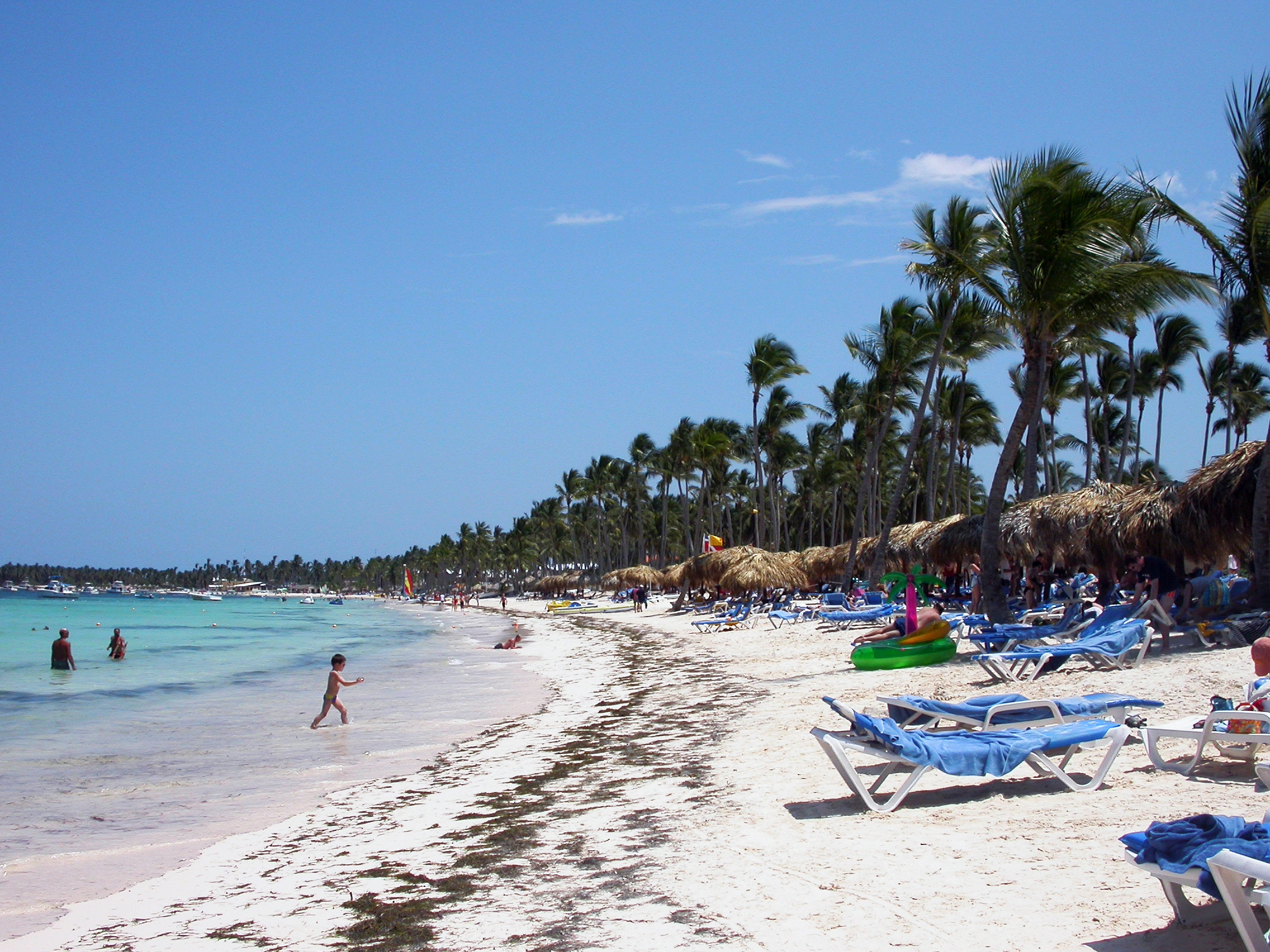
La playa.

El Natura Park es un hotel 5 estrellas ubicado en la playa Cabeza de Toro, Punta Cana, República Dominicana.
Cuenta con tres bares y cuatro restaurantes. Es operado por la empresa española Blau.
Las habitaciones son en suite, cuentan con agua caliente y televisión satelital. Las mismas están rodeadas por un parque con diferentes especies animales y vegetales.